# Tengen (Go)
Tengen (天元, centro u origen del cielo) es el nombre de una competición de go en Japón. El nombre Tengen se refiere al punto central de un tablero de go.

## Competición Tengen (天元戦)
Tengen es una competición de go japonesa de la Nihon Ki-In y la Kansai Ki-In. Tengen es el 5º de los 7 grandes títulos japoneses de go. El ganador obtiene ¥14.000.000. Utiliza un formato igual que otros torneos. Hay un torneo preliminar eliminatorio donde el ganador se enfrenta al poseedor del título al mejor de cinco partidas. Antes del 6º Tengen el formato era diferente. En vez de enfrentarse el ganador de la eliminatoria al poseedor del título, eran los dos jugadores ganadores del torneo eliminatorio los que se enfrentaban al mejor de cinco partidas para determinar el ganador del título.

## Tengen honorarios
Rin Kaiho ganó el título cinco veces consecutivas desde 1989 a 1993.